# André Duchesne
André Duchesne (Aat, 1553 - Koksijde, 3 augustus 1610) was monnik in de Abdij van Loos en van 1606 tot 1610 abt van de Abdij Onze-Lieve-Vrouw Ten Duinen te Koksijde, die toen gevestigd was in abdijhoeve Ten Bogaerde.

## Levensloop
André Duchesne begon zijn loopbaan als monnik en theoloog van de Abdij van Loos. Hij was dus geen inwoner van de Duinenabdij toen hij op 14 december 1606 door aartshertog Albrecht als abt werd aangesteld. Op dat moment woonden er nog dertien monniken in de Duinenabdij van Ten Bogaerde. De nieuwe abt sprak alleen Frans en werd maar met moeite aanvaard in de gemeenschap en de streek.
Op 3 augustus 1610 overleed hij. Hij werd begraven in de nieuwe abdijkerk van Ten Bogaerde die in 1607 in gebruik werd genomen. Zijn grafsteen werd later verhuisd naar een kapelletje op de hoek van de Bogaertstraat en de Oude Nieuwpoortweg.

## Monniken ten tijde van abt André Duchesne
- Bernard Campmans, beheerder van de polders in Zeeland, later ontvanger en abt.